# Пеучинешть
Пеучинешть, Пеучинешті (рум. Păucinești) — село у повіті Хунедоара в Румунії. Входить до складу комуни Сармізеджетуса.
Село розташоване на відстані 288 км на північний захід від Бухареста, 43 км на південь від Деви, 121 км на схід від Тімішоари.

## Населення
За даними перепису населення 2002 року у селі проживали 200 осіб, усі — румуни. Усі жителі села рідною мовою назвали румунську.